# Завокзальний (місцевість Житомира)
Завокзальний — місцевість у Корольовському районі Житомира, його завокзальна частина. Відомий також неформальний топонім, народна назва місцевості — «За Вокзалом».

## Розташування[1]
Місцевість охоплює житлові квартали на схід від залізниці та станції «Житомир». Охоплює початок Київського проспекту, вулицю Фруктову з провулками, Новогоголівську з провулками та проїздами, Залізничну з провулком, вулиці Нобелівську, Пилипа Орлика та Сергія Параджанова, провулки Паровозні, Завокзальні, Матросова, проїзди та провулки Далекі, Ковальські, Крайні.
З півночі до місцевості прилучається Мар'янівка, зі сходу — Смоківка, з південного сходу — Східний промвузол на теренах Хінчанки, із заходу — привокзальна частина міста (місцевість «Вокзал»).

## Історичні відомості
Першим поштовхом до розвитку місцевості стало проходження на початку другої половини ХІХ століття через місцевість нової ділянки Брест-Литовського шосе з напрямку Києва до середмістя Житомира (нині ця ділянка являє собою Київське шосе).
Наприкінці 1890-х років разом із завершенням будівництва та введенням в дію залізниці «Житомир-Бердичів» разом із залізничною станцією «Житомир», у даній місцевості, до того вільній від забудови, на південний схід від Київського шосе розплановано низку привокзальних ліній, що мали утворити сім кварталів прямокутної та трапецієподібної форм.
На плані міста 1897 року місцевість, як і вся нинішня східна частина міста (на схід від річки Малої Путятинки), показана як така, що є спірною між містом та землевласниками; на мапі міста 1906 року — земля спадкоємців графа Іллінського.
Станом на початок ХХ століття місцевості притаманна заболоченість. Почала формуватися забудова поблизу Київського шосе.
Згідно з мапою міста 1915 року та описом поліцейських дільниць, переважна частина нинішньої завокзальної частини міста перебувала в межах міста. В межах міста перебували провулки Завокзальний (нині 1-й Завокзальний), Нобелівський (нині вулиця Нобелівська), Мамонтовський (нині початок вулиці Пилипа Орлика), Кузнєчний (наразі початок вулиці Сергія Параджанова). Станом на початок 1940-х років сформувалася переважна кількість забудови вищевказаних вулиць орієнтовно до перехрестя з Залізничною вулицею. Почали формуватися Новогоголівські провулки та їх забудова, виник Крайній провулок (тоді Східний). На південний схід відносно кварталів нової забудови протікав струмок, що досі перетинає у трубопроводах провулки 2-й Матросова, 1-й, 2-й та 3-й Новогоголівський та протікає вздовж поперечних меж садиб вищевказаних провулків.
У 1950 — 1960-х роках садибна житлова забудова як ущільнювалася в межах старої забудови (сформувалися Ковальські провулки та проїзд, провулки 1-й та 2-й Матросова, Нафтовий та Залізничний), так і продовжувалася далі на південний схід — виникли та сформувалися 2-й Завокзальний та Далекі провулки; продовжувалася забудова на південний схід вулиць Пилипа Орлика та Сергія Параджанова.
У 1977 році відбувся запуск нової тролейбусної лінії, що проходила через місцевість до заводу хімічного волокна.